# 羅拔圖·祖利亞
羅拔圖·奧蘭度·阿方素·祖利亞（Roberto Orlando Affonso Júnior，1983年5月28日—），生於巴西聖保羅，巴西裔香港足球運動員，司職中堅，於2016年3月取得香港特區護照成為香港人。

## 球會生涯
羅拔圖生於巴西聖保羅，年僅16歲便獲當地傳統勁旅山度士青年軍出價招手，不過在2007年，由於羅拔圖與所屬球會之間出現問題，令他來港加盟甲組球會晨曦，那時候羅拔圖打算季中便離開回老家重新開始，但晨曦非常滿意他的表現，去到第3年他與女朋友結婚，便有在港組織家庭的念頭，及後替晨曦贏得聯賽盃及高級組銀牌冠軍。
2014年6月，由於晨曦季尾決定不會參加來季的港超聯，所以羅拔圖連同隊友一同加盟東方，首季擔任擅長的防守中場位置，於2015年9月13日以2–1擊敗標準流浪的聯賽，取得當季的首個入球。直到2015年12月，由於正選中堅法圖斯轉投中甲球會貴州智誠，令羅拔圖轉踢中堅，在2016年3月，居港滿七年的羅拔圖正式取得香港特區護照，於2016年4月22日，協助東方在聯賽作客以2–1擊敗南華，成為繼1994至95年後再於頂級聯賽稱霸，最終他在季尾舉行的香港足球明星選舉首次入選最佳11人。
2017年1月，東方龍獅落實代表香港出戰將於2017年2月展開的亞冠盃分組賽。不過由於亞冠盃受制於亞洲足協條例規定，入籍球員必須在取得護照後一年，先至可以本地球員身份參賽，因為羅拔圖是在2016年2月尾取得香港特區護照，與亞洲足協規定的時限，只差了數日便夠一年，所以令他只能夠與其他幾位隊友競逐3個外援名額。不過於1月23日，東方龍獅宣佈羅拔圖仍以外援身份入選球隊出戰亞冠盃的外援名單。最終首次參賽的東方龍獅僅以1和5負完成亞冠盃分組賽。而羅拔圖更於季尾再次入選香港足球明星選舉的最佳十一人。
直到2017年6月，仍與東方龍獅有約的羅拔圖獲由中超球會廣州富力出資及組建的港超聯球會R&F富力垂青。雖然他獲東方開出加薪至逾10萬元，另加簽字費挽留，但他經過與球會總監梁守志商量後，認為在其職業生涯黃昏，竟然還有國內球會邀請加盟，在其生涯或許未必會有第二次機會，加上富力提供的訓練環境完善，最終他以15萬月薪及25萬港元轉會費與R&F富力簽約兩年。而他即在9月24日對理文的高級組銀牌首圈，取得加盟後的首個入球，惟最終球會以1–2落敗。
2021年2月17日，港超聯球會傑志宣布簽入羅拔圖。
2021年6月24日，傑志於亞冠盃分組賽對戰泰港，羅拔圖取得一個入球。

## 國際賽生涯
2016年3月，居港滿七年的羅拔圖正式取得香港特區護照，並補選入作客卡塔爾的最後一場世界盃亞洲區外圍賽。最終香港作客以0–2落敗，首次代表香港的羅拔圖則擔任正選並踢足全場。5月23日，羅拔圖入選香港代表隊的決選名單，出戰在緬甸仰光舉行的緬甸AYA銀行盃2016，在AYA銀行盃四強正選上陣，協助香港在法定時間以2–2賽和越南，但最終香港在互射12碼階段以3–4不敵越南。
2019年11月19日，香港代表隊於世界盃亞洲區外圍賽以2：0擊敗柬埔寨，羅拔圖射入他的第一個國際賽入球。
2019年12月，他入選香港代表隊，出戰2019年東亞足球錦標賽決賽周。
2021年6月，羅拔圖入選香港足球代表隊出戰2022年世界盃亞洲區外圍賽次圈C組，不過他在對伊朗的比賽停賽，但是可以在對伊拉克和巴林的比賽中出場。

## 球場以外
羅拔圖與前巴西國家隊成員羅賓奴是少年時代隊友，又與前巴西國家隊成員阿歷士洛里高是兒時好朋友，兩人由小玩到大，並曾在巴甲並肩作戰三個球季。

## 國際賽事紀錄
- 僅列出國際A級比賽

| 上陣次數 | 時間           | 地點                            | 對手     | 比數             | 賽事性質                 | 入球 (累計) |
| -------- | -------------- | ------------------------------- | -------- | ---------------- | ------------------------ | ----------- |
| 1        | 2016年3月24日  | 多哈 賈西姆本哈馬德體育場       |          | 0–2              | 2018年世界盃外圍賽       | 0 (0)       |
| 2        | 2016年6月3日   | 緬甸 吉諦瑜杜烏拿體育場         | 越南     | 2–2 (十二碼 3–4) | AYA銀行盃2016            | 0 (0)       |
| 3        | 2016年6月5日   | 緬甸 吉諦瑜杜烏拿體育場         | 緬甸     | 0–3              | AYA銀行盃2016            | 0 (0)       |
| 4        | 2016年9月1日   | 香港 旺角大球場                 | 柬埔寨   | 4–2              | 國際友誼賽               | 0 (0)       |
| 5        | 2016年10月7日  | 柬埔寨 奧林匹克體育場           | 柬埔寨   | 2–0              | 國際友誼賽               | 0 (0)       |
| 6        | 2016年10月11日 | 香港 旺角大球場                 | 新加坡   | 2–0              | 國際友誼賽               | 0 (0)       |
| 7        | 2016年11月6日  | 香港 旺角大球場                 | 關島     | 3–2              | 2017年東亞盃外圍賽       | 0 (0)       |
| 8        | 2016年11月9日  | 香港 旺角大球場                 | 中華臺北 | 4–2              | 2017年東亞盃外圍賽       | 0 (0)       |
| 9        | 2016年11月12日 | 香港 旺角大球場                 |          | 0–1              | 2017年東亞盃外圍賽       | 0 (0)       |
| 10       | 2017年3月23日  | 約旦 安曼國際體育場             | 约旦     | 0–4              | 國際友誼賽               | 0 (0)       |
| 11       | 2017年3月28日  | 黎巴嫩 卡密拉夏蒙體育中心體育場 | 黎巴嫩   | 0–2              | 2019年亞洲盃外圍賽第三輪 | 0 (0)       |
| 12       | 2017年6月7日   | 香港 旺角大球場                 | 约旦     | 0–0              | 國際友誼賽               | 0 (0)       |
| 13       | 2017年6月13日  | 香港 香港大球場                 |          | 1–1              | 2019年亞洲盃外圍賽第三輪 | 0 (0)       |
| 14       | 2017年10月5日  | 香港 旺角大球場                 |          | 4–0              | 國際友誼賽               | 0 (0)       |
| 15       | 2017年10月10日 | 香港 香港大球場                 | 马来西亚 | 2–0              | 2019年亞洲盃外圍賽第三輪 | 0 (0)       |
| 16       | 2018年3月27日  | 朝鮮 金日成競技場               |          | 0–2              | 2019年亞洲盃外圍賽第三輪 | 0 (0)       |
| 17       | 2019年9月10日  | 香港 香港大球場                 | 伊朗     | 0–2              | 2022年世界盃亞洲區外圍賽 | 0 (0)       |
| 18       | 2019年10月11日 | 伊拉克 巴士拉體育城             | 伊拉克   | 0–2              | 2022年世界盃亞洲區外圍賽 | 0 (0)       |
| 19       | 2019年11月14日 | 香港 香港大球場                 | 巴林     | 0–0              | 2022年世界盃亞洲區外圍賽 | 0 (0)       |
| 20       | 2019年11月19日 | 香港 香港大球場                 | 柬埔寨   | 2–0              | 2022年世界盃亞洲區外圍賽 | 1 (1)       |
| 21       | 2019年12月11日 | 南韓 釜山亞運會主競技場         |          | 0–2              | 2019年東亞足球錦標賽     | 0 (1)       |
| 22       | 2019年12月14日 | 南韓 釜山亞運會主競技場         | 日本     | 0–5              | 2019年東亞足球錦標賽     | 0 (1)       |
| 23       | 2021年6月11日  | 巴林 穆哈拉格體育場             | 伊拉克   | 0–1              | 2022年世界盃亞洲區外圍賽 | 0 (1)       |
| 24       | 2021年6月15日  | 巴林 巴林國家體育場             | 巴林     | 0–4              | 2022年世界盃亞洲區外圍賽 | 0 (1)       |

## 榮譽
傑志
- 香港超級聯賽冠軍（2020–21季度）（2022–23季度）
- 香港高級組銀牌冠軍（2022–23季度）（2023–24季度）

東方龍獅
- 香港超級聯賽冠軍（2015–16季度）
- 香港高級組銀牌冠軍（2014–15、2015–16季度）
- 香港社區盃冠軍（2016年）

香港聯賽選手隊
- 香港賀歲盃冠軍（2008年）

個人
- 香港足球明星選舉 最佳十一人（2015–16、2016–17季度）

## 外部連結
- 香港足球總會註冊球員資料 （页面存档备份，存于）